# 日時計 (ラジオドラマ)
『日時計』（ひどけい）は、日本のラジオドラマ作品。シナリオバンク、プレイワークス（主宰：岩井俊二）によるプレイワークスプロジェクトラジオドラマ第4弾。

## 概要
JFN系『円都通信 -YEN TOWN REPORT-』にて、2004年7月15日から2004年8月26日（メイキング放送含む）まで、全7話放送。2006年にはavex traxより1万枚限定でCD（CCCD仕様）が発売された。
なお、これが森顕一朗の脚本家デビュー作となる。

## スタッフ
- 脚本: 森顕一朗（もりけんいちろう）
- 監督: 水口智就（みずぐちとものり）

## キャスト
- 安部高志: 細田よしひこ
- 大原楓: 小野麻亜奈
- 田代ユキ: 笹岡莉紗
- 前田明: 内山眞人
- 山田和雄: 宮田直樹
- 英樹: 中山勇気
- 大原民子（楓の母）: 黒沢あすか
- 高志の父: 首藤健祐
- 前田（明の父）: 佐戸井けん太

## ストーリー
福島県いわき市・なこそ高校、夏。陸上部に在籍する安部高志は、人間不信で無口。その為人から誤解されることも多い。そんな彼を理解しようとしていたのが、『自称・高志の彼女』の大原楓だった……。酒乱の父、仲間、ケンカ、陸上、そして、楓という女の子。いつもと変わらない夏のはずなのに、あの夏だけは、高志にとって一生忘れられないものに――。